# Oscar Onley
Oscar Onley (født 13. oktober 2002 i Kelso) er en cykelrytter fra Skotland, der er på kontrakt hos Team Picnic-PostNL.

## Karriere
Som 10-årig begyndte Onley i 2013 at cykle hos Kelso Wheelers Cycling Club. I starten af 2019 skiftede han til juniorholdet Spokes Racing Team fra Dundee. Senere samme år blev han opdaget af Ag2r-La Mondiales U19-hold, Van Rysel–AG2R La Mondiale, og Oscar Onley skiftede til det franske hold med øjeblikkelig virkning. Efter knap to sæsoner i Frankrig, gik turen i 2021 til Holland, hvor han underskrev en treårig kontrakt med Team DSMs udviklingshold Development Team DSM.